# Sing Your Life
"Sing Your Life" er titlen på en kompostion af den britiske sanger og sangskriver Morrissey. Nummeret blev både udgivet på albummet Kill Uncle og som single 1. april 1991. Singlen klarede sig dog ikke kommercielt særlig godt – i sammenligning med andre af hans singler – og toppede som nr. 33 på den engelske hitliste. 

## Track lister (Vinyl/CD)

### 7" vinyl & kasette
1. "Sing Your Life"
2. "That's Entertainment"

### 12" vinyl
1. "Sing Your Life"
2. "That's Entertainment"
3. "The Loop"

### Cd
1. "Sing Your Life"
2. "That's Entertainment"
3. "The Loop"

## Musikere
- Morrissey – vokal